# Aeonium urbicum
Az Aeonium urbicum a kőtörőfű-virágúak (Saxifragales) rendjébe, ezen belül a varjúhájfélék (Crassulaceae) családjába és a fáskövirózsa-formák (Sempervivoideae) alcsaládjába tartozó faj.

## Előfordulása
Az Aeonium urbicum eredeti előfordulási területe a Kanári-szigetekhez tartozó Tenerifén van. Az ember betelepítette Új-Zéland Északi-szigetére.

## Alfajai
- Aeonium urbicum subsp. meridionale (Bañares) Bañares
- Aeonium urbicum subsp. urbicum (C.Sm. ex Hornem.) Webb & Berthel.

## Képek

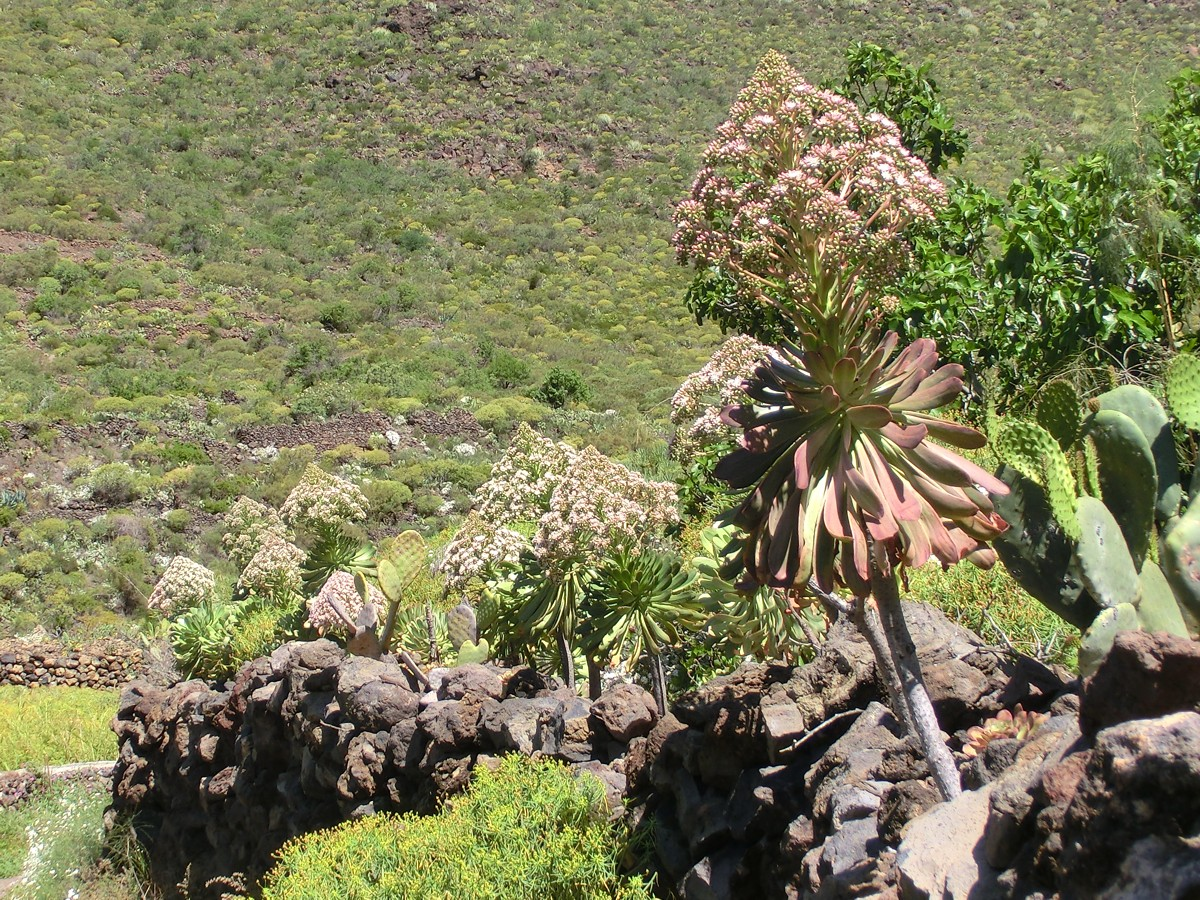
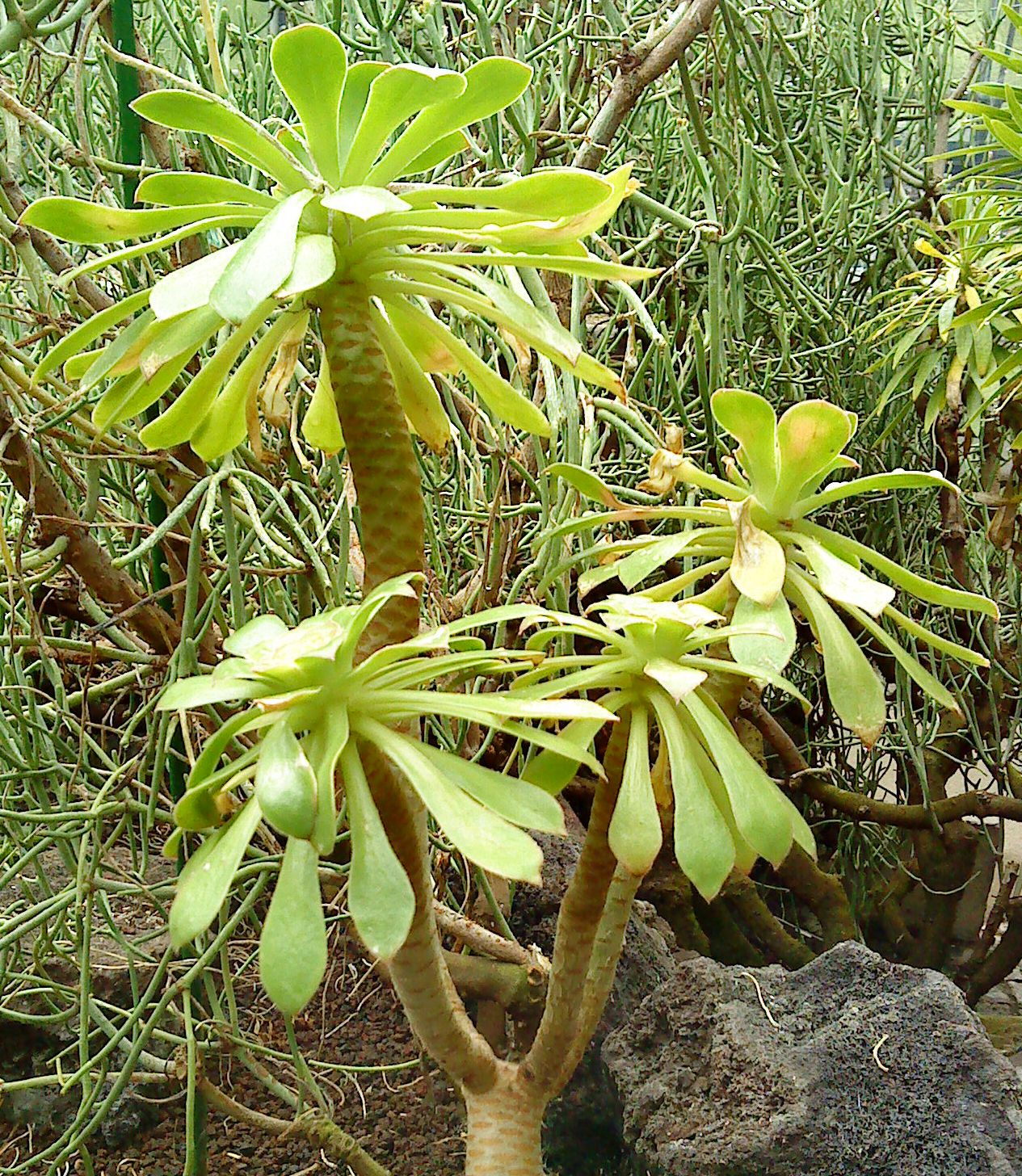
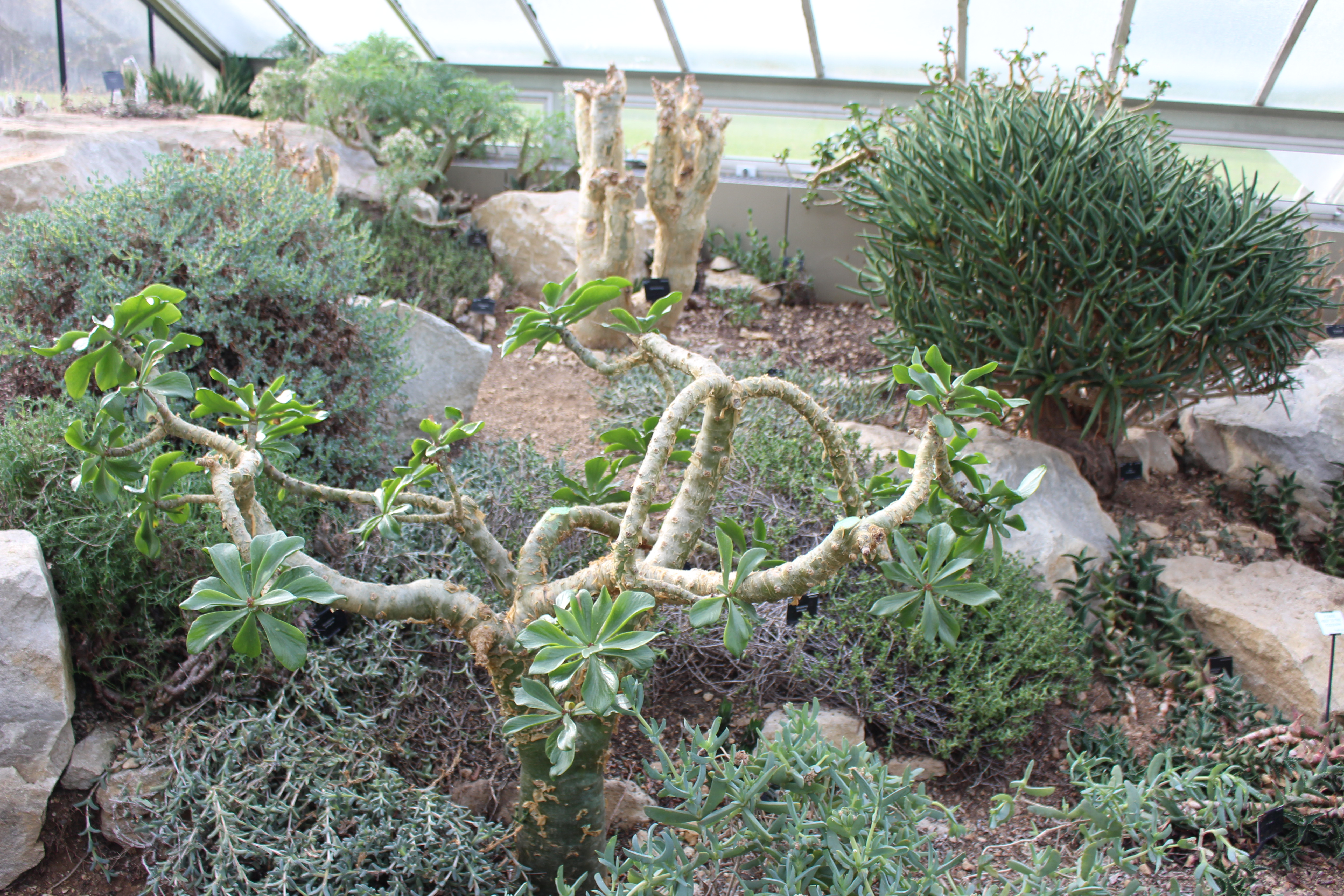
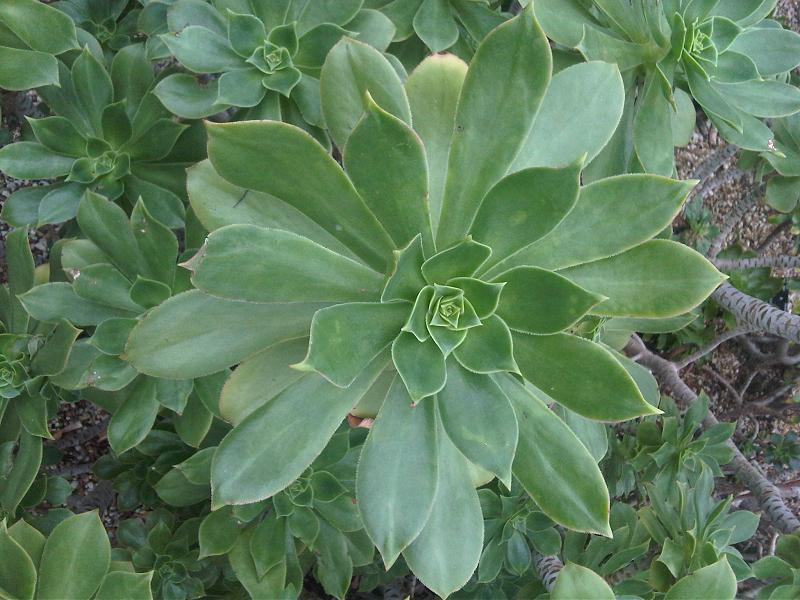
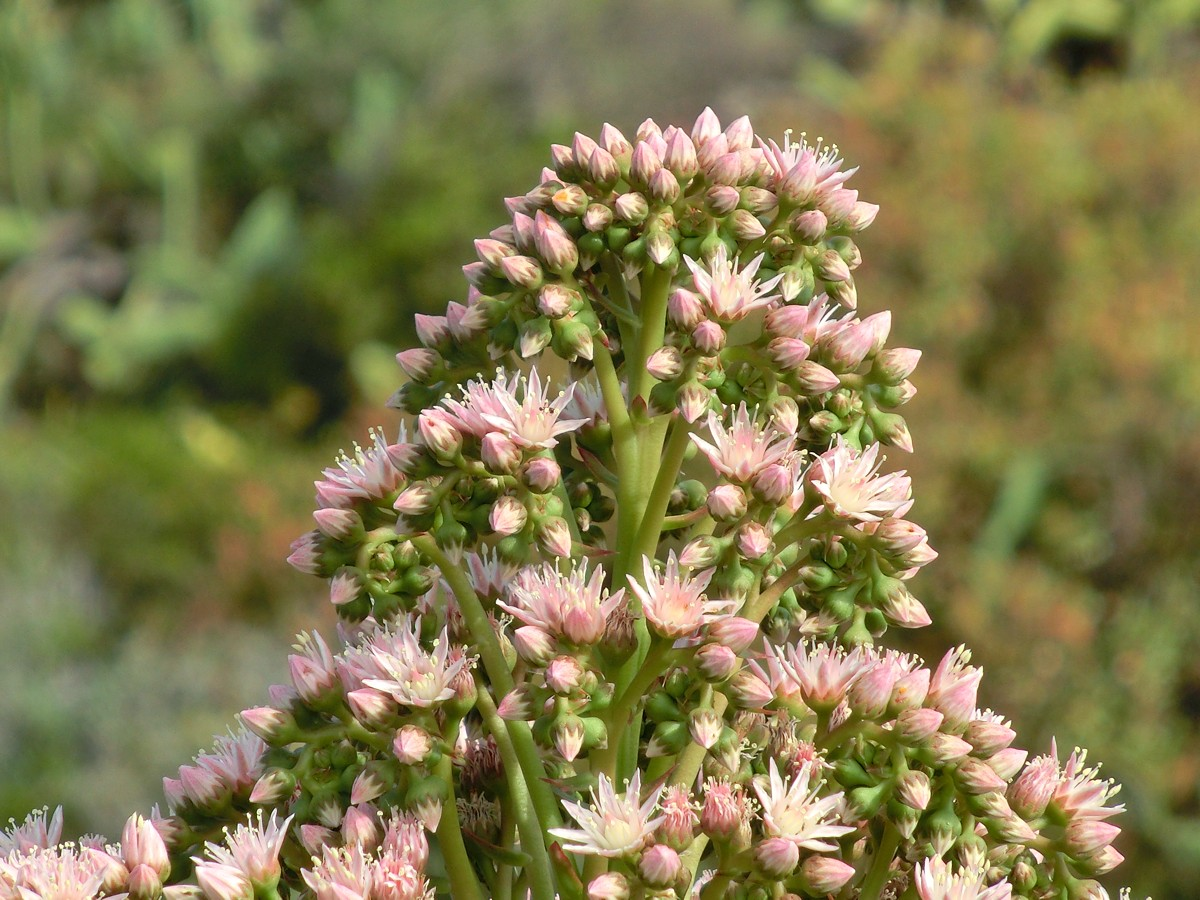